# マヌー国立公園
マヌー国立公園（マヌーこくりつこうえん）は、マードレ・デ・ディオス県やクスコ県にまたがるペルー最大の国立公園である。ペルー政府に保護される前から、その近づきにくさによって余り荒らされることはなかったが、陸路での近づきにくさは今でも変わりがない。1977年にユネスコは生物圏保護区とし、1987年には世界遺産リストにも登録された。

## 概要
面積は約 15,328 km2 で、生物圏保護区としてはさらに2,570 km2 が対象となっており、それらに加えて914 km2 が「文化保護区」が設定されているため、関連する保護区の総面積は18,811 km2 である。
この国立公園は、標高150 m のアマゾン盆地一帯から、標高 4200 m のプーナ（Puna）と呼ばれる草原に至るいくつかのエコリージョンを保護している。この地理的な幅によって、国立公園としては世界屈指の生物多様性を呈しているのである。植物種は全体で15000種を超え、1ヘクタールあたりの樹木種は250を上回る。また、北米の全野鳥種に匹敵しうる800種以上もの鳥類が見られるため、世界中の野鳥愛好者にとっても魅力的な場所となっている。
また、サラオと呼ばれる場所の土はアルカリ性などの成分や解毒作用が豊富に含まれており、動物たちの栄養源となっている。また、この場所では、動物たちが争わず共存している。

## 公園の地理
公園は、アンデス山脈から発しマドレ・デ・ディオス川に注いでいるマヌー川（Manú River）流域全体を実質的にカバーしている。
周辺地域の大部分は未開発で、低地地方への唯一の直接的なアクセス方法は、マヌー川をボートで遡上することである。この唯一の入り口は、公園の警備員によって緩やかにだが監視されている。クスコ＝パウカルタンボ＝シントゥヤ道路（Cusco-Paucartambo-Shintuya）は公園南部の境界になっており、プーナや山岳森林帯のような高地アンデスの生態系（high-Andean ecosystems）にもつながっている。

## 公園の管理
ペルーの他の国立公園同様、国立天然資源協会（Instituto Nacional de Recursos Naturales, INRENA）が管理している。

## 公園内の人々
公園内の定住生活は制限されており、アマゾンの先住民族の一つであるマチゲンガ人（Matsigenga）たちの小集落群などに限定されている。彼らは大部分がマヌー川かその大きな支流沿いに暮らしている。
公園に隣接するいくつかの保護区では、観光、狩猟、材木の伐採をはじめとする資源の収集なども認められている。特にマヌー川下流に見られるこれらの地域は、マヌー生物圏保護区には含まれているが、国立公園には含まれていない。
公園の訪問者には、先住民族に招かれた医学や教育の専門家たち、それにINRENAに許可を得た研究者たちが含まれている。デューク大学の生態学者ジョン・ターバラ（John Terborgh）の指導をうけたコチャ・カシュ生物学研究拠点（Cocha Cashu Biological Station）は、公園内で最大にして最も洗練された研究拠点であり、熱帯の生物学研究や生態学研究が最も進んでいる部類に属している。

## 植物相
マヌー国立公園の植物相は20000種を超える。公園の40%がアマゾン川流域の低地性の熱帯雨林（アマゾン熱帯雨林）で、淡水の湿地林も含まれている。他に、三日月湖、ヤシの茂る湿地帯、高地性の雲霧林、草原などが見られる。

## 動物相
- 哺乳類 : 159 種 
  - オオカワウソ、オオアルマジロ、エンペラータマリン、ノドチャミユビナマケモノ、ジャガー、ピューマ、アンデスネコなど、13種の霊長類と8種のネコ科動物が含まれる[1][2]
- 爬虫類 : 99 種
- 両生類 : 140 種
- 鳥類 : 800 種（オウギワシなど[2]）
- 魚類 : 210 種
- 主な昆虫
  - 蝶 : 1307 種
  - 蟻 : 300 種
  - トンボ : 136 種
  - 鞘翅目 : 650 種

## 登録基準
この世界遺産は世界遺産登録基準のうち、以下の条件を満たし、登録された（以下の基準は世界遺産センター公表の登録基準からの翻訳、引用である）。
- (9) 陸上、淡水、沿岸および海洋生態系と動植物群集の進化と発達において進行しつつある重要な生態学的、生物学的プロセスを示す顕著な見本であるもの。
- (10) 生物多様性の本来的保全にとって、もっとも重要かつ意義深い自然生息地を含んでいるもの。これには科学上または保全上の観点から、すぐれて普遍的価値を持つ絶滅の恐れのある種の生息地などが含まれる。